# 100 montañas famosas de Japón
Las 100 montañas famosas de Japón (日本百名山 Nihon Hyaku-meizan?) es una lista de cumbres de Japón que proviene de un libro escrito en 1964 por el escritor y alpinista Kyūya Fukada. Esta lista fue establecida en función de criterios de belleza de la montaña y de los paisajes, pero también de la altitud. Desde la publicación del libro y especialmente con la popularización del senderismo en Japón en la década de 1980, ascender estos picos ha sido un desafío para muchos senderistas.

## Historia
En Japón, la creación de listas de montañas famosas se remonta atrás a la era Edo entre los siglos XVII y XIX: ya el pintor y poeta Tani Bunchō estableció una lista de 90 montañas notables, pero esa lista incluía alturas relativamente bajas.
En 1940, Kyūya Fukada escribió una serie de artículos para la revista Yamagoya con el título genérico Hyaku-meizan. La Segunda Guerra Mundial puso fin a la publicación de la serie después de veinte números. En 1959, cuando ya había escalado más de doscientos picos en el país, publicó una serie de artículos bajo el título Nihon Hyaku-meizan en la revista especializada Yama to Kōgen. En 1964, reunió sus artículos en un libro. Este último tuvo una amplia difusión en los medios de comunicación y fue objeto de un programa de televisión que rápidamente se popularizó.
Kyūya Fukada eligió las montañas por su belleza y renombre y excluyó los picos de menos de 1500 m de altitud, con la excepción del monte Tsukuba:

Una montaña debe tener carácter; debe tener una historia y algo que la haga única, un extraordinario signo distintivo
une montagne doit avoir du caractère ; elle doit avoir une histoire et quelque chose qui la rend unique —un extraordinaire signe distinctif—.
The Japan Times

El libro fue un éxito literario, en particular porque le valió, el año de su publicación en 1964, el Premio Yomiuri de biografía. y porque fue muy apreciado por el príncipe heredero Naruhito. Posteriormente, el desarrollo del senderismo de montaña en Japón en la década de 1980 llevó a una asistencia muy alta a las cien montañas de la lista.

El trabajo de Kyūya Fukada no pretendía imponer una lista sino, por el contrario, animar a cada aficionado a la montaña a elaborar su propia lista de cien cumbres. Sin embargo, la lista se convirtió en una referencia esencial, seguida más tarde por listas de las doscientas montañas, trescientas montañas, cien montañas notables por su flora, etc.
Esta lista de 100 montañas es un desafío para los excursionistas. Algunos de ellos han logrado así escalar las cien cumbres en un tiempo récord:
- el montañero japonés Tsuneo Shigehiro (重廣 恒夫 Shigehiro Tsuneo?) los ascendió todos en 123 días en 1996;
- los neozelandeses Craig McLachlan y Travis Taiaroa lo hicieron en 78 días en 1997;
- en 2002, el récord cayó a 66 días.[cita requerida]

## Listas por región

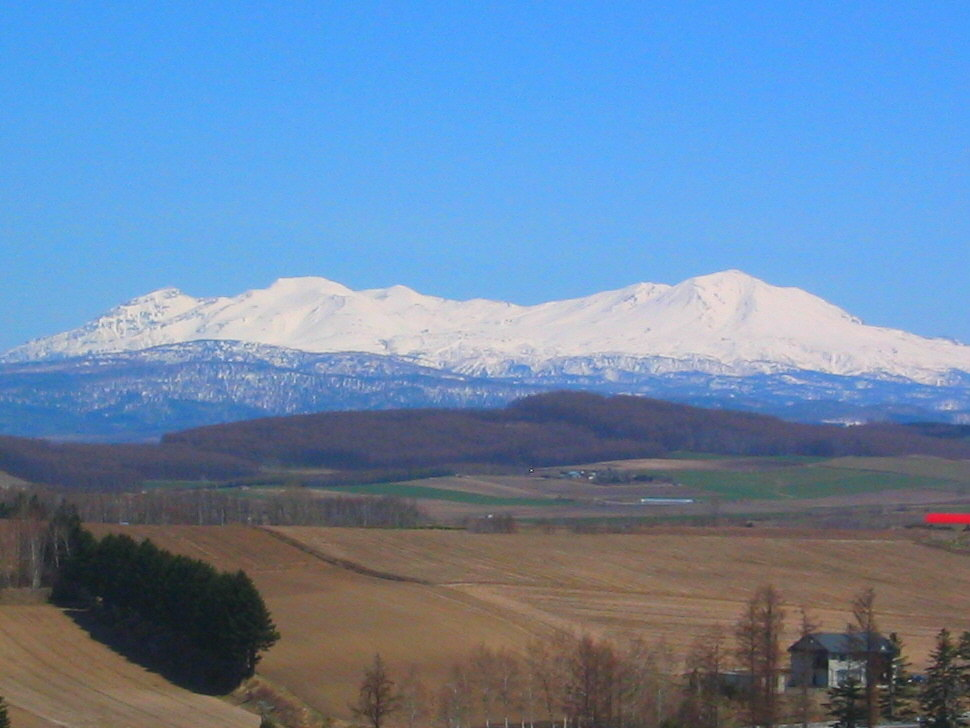
El conjunto volcánico del Daisetsuzan

### Hokkaidō
- Conjunto volcánico de Akan (阿寒岳?)

- Conjunto volcánico del Daisetsuzan (大雪山?)
- Monte Poroshiri (幌尻岳?)
- Monte Rausu (羅臼岳?)
- Monte Rishiri (利尻岳?)
- Monte Shari (斜里岳?)
- Monte Tokachi (十勝岳?)
- Monte Tomuraushi (トムラウシ山?)
- Monte Yōtei (羊蹄山?)

### Región de Tōhoku

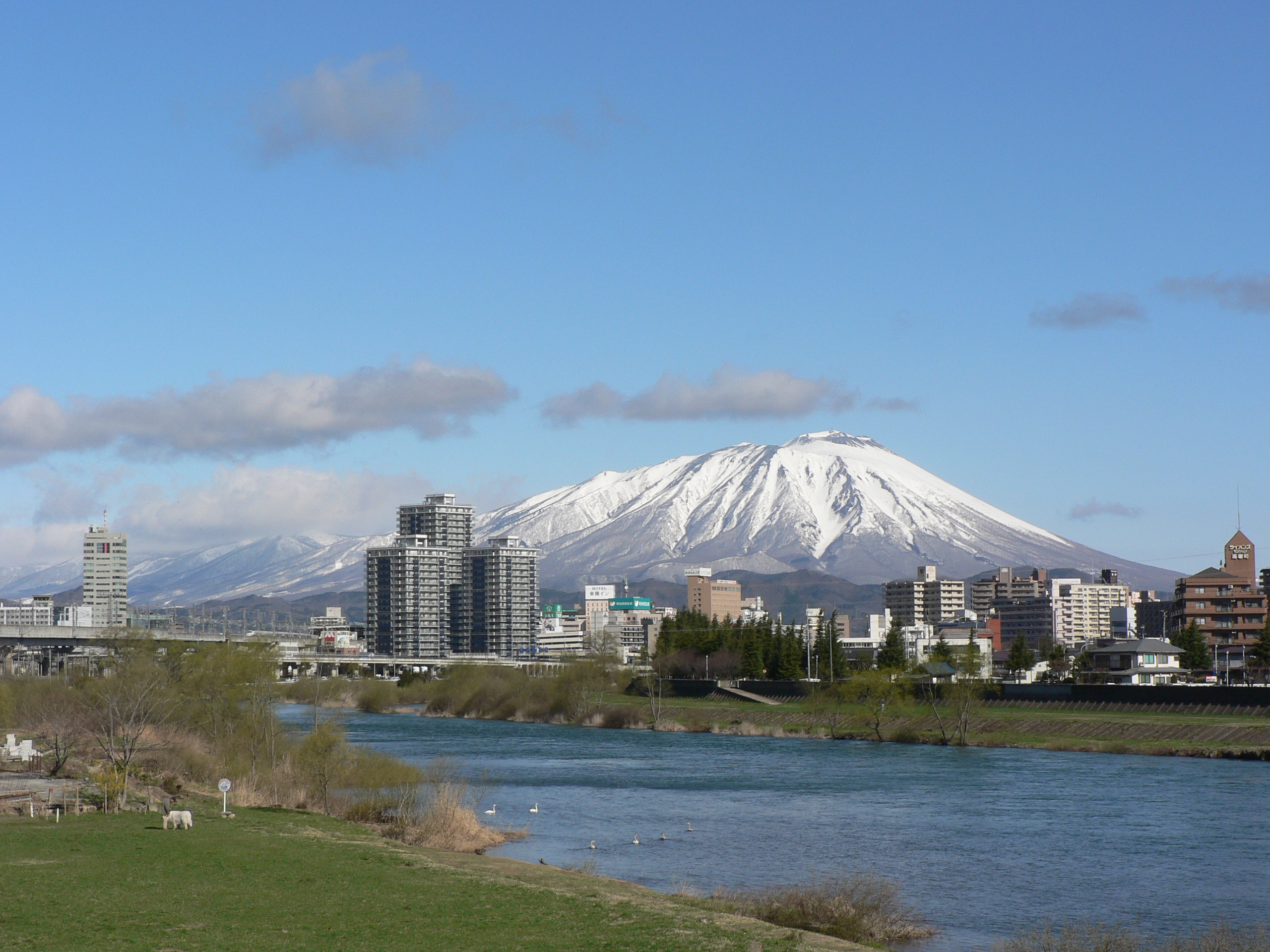
El monte Iwate visto desde Morioka

- Monte Adatara (安達太良山?)
- Monte Aizu-Komagatake (会津駒ヶ岳?)
- Monte Asahi (朝日岳?)
- Montes Azuma (吾妻山?)
- Monte Bandai (磐梯山?)
- Monte Chōkai (鳥海山?)
- Monte Gassan (月山?)
- Monte Hachimantai (八幡平?)
- Montes Hakkoda (八甲田山?)
- Monte Hayachine (早池峰山?)
- Hiuchigatake (燧ヶ岳?)
- Monte Iide (飯豊山?)
- Monte Iwaki (岩木山?)
- Monte Iwate (岩手山?)
- Monte Zaō (蔵王山?)

### Región de Kantō

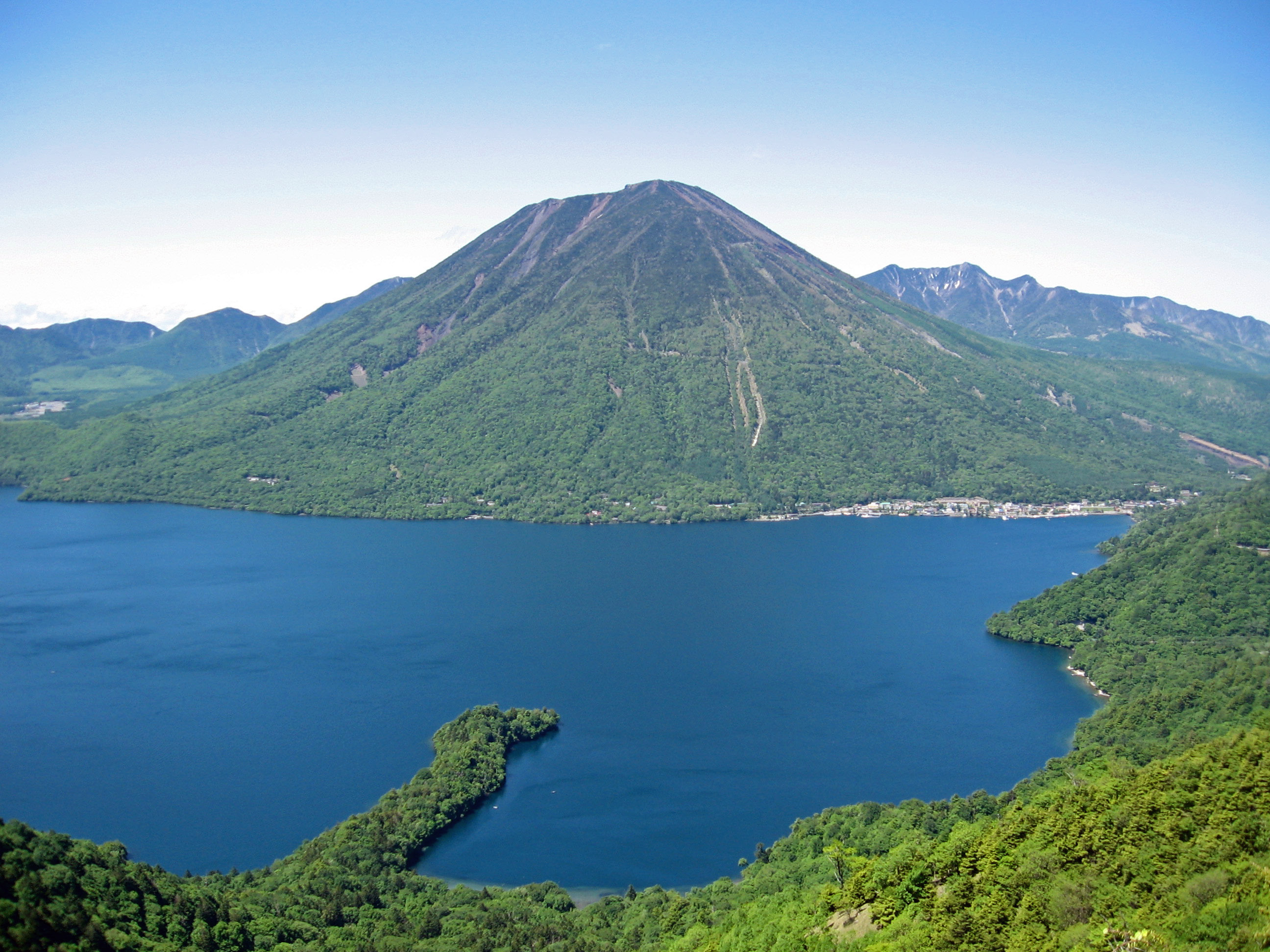
El monte Nantai

- Monte Akagi (赤城山?)
- Monte Asama (浅間山?)
- Monte Azumaya (四阿山?)
- Monte Hira (平ヶ岳?)
- Monte Hotaka (武尊山?)
- Monte Kumotori (雲取山?)
- Monte Kusatsu-Shirane (草津白根山?)
- Monte Nantai (男体山?)
- Monte Nasu (那須岳?)
- Monte Nikkō-Shirane (日光白根山?)
- Monte Ryōkami (両神山?)
- Monte Shibutsu (至仏山?)
- Monte Sukai (皇海山?)
- Monte Tanigawa (谷川岳?)
- Monte Tanzawa (丹沢山?)
- Monte Tsukuba (筑波山?)

### Región de Chūbu

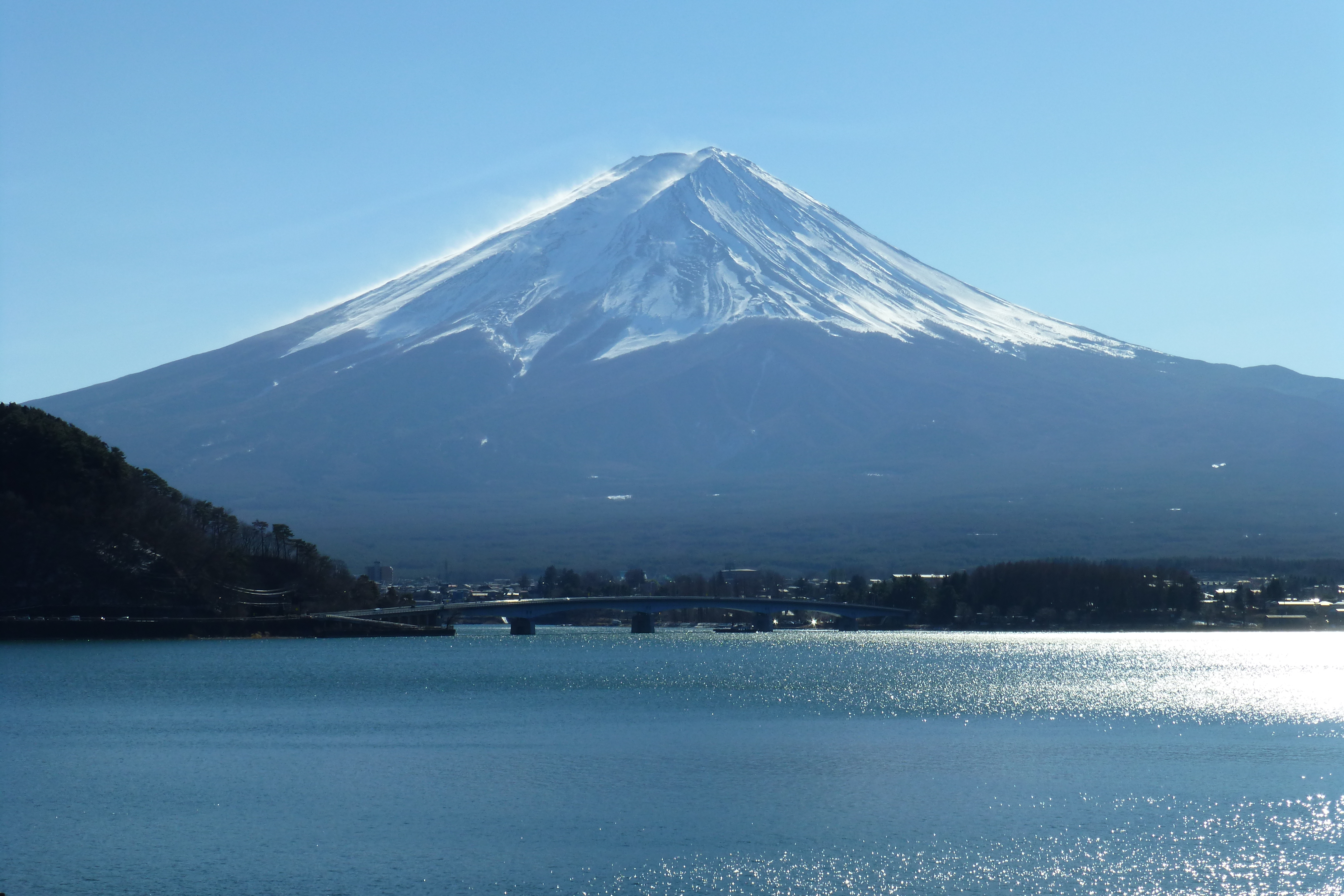
El monte Fuji y el lago Kawaguchi

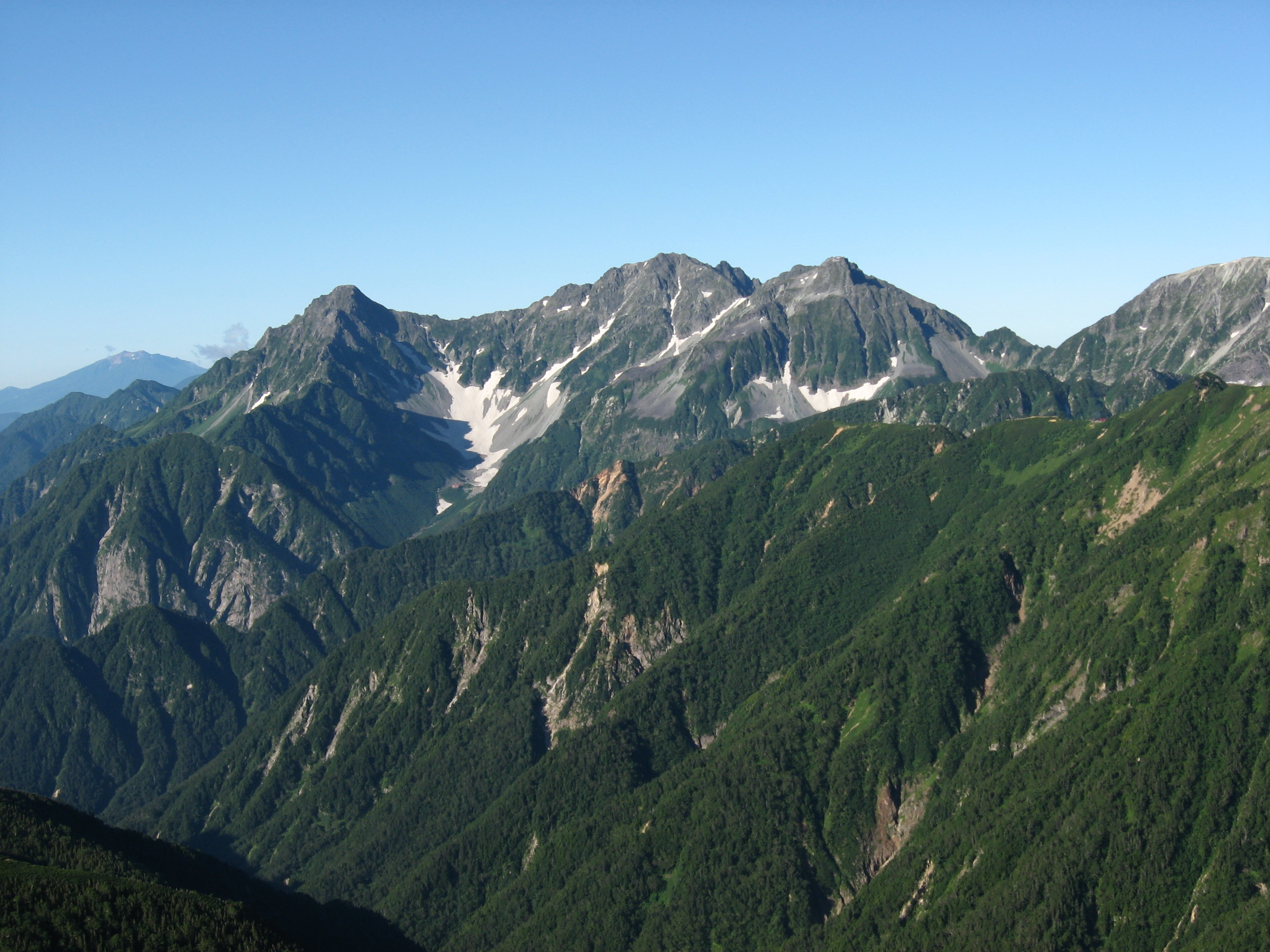
El monte Hotaka

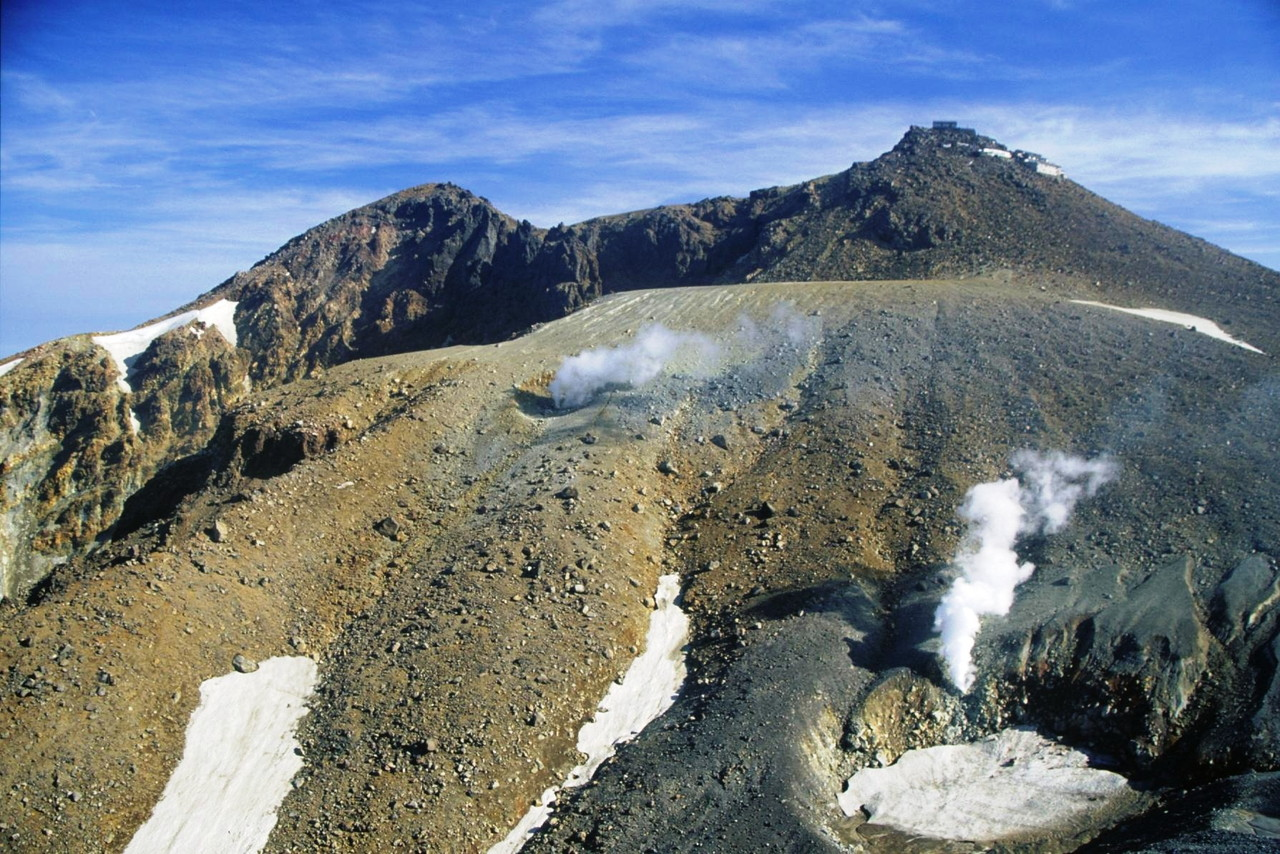
El monte Ontake

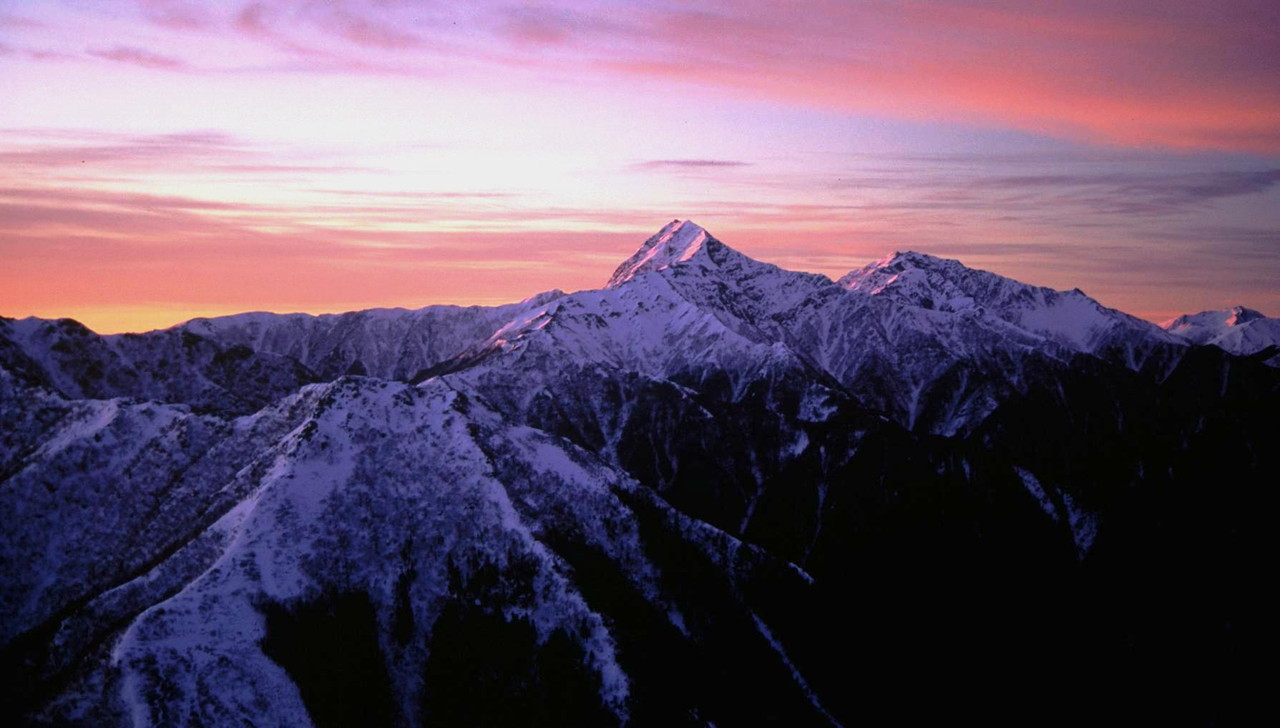
El monte Kita

- Monte Aino (間ノ岳?)
- Monte Akaishi (赤石岳?)
- Monte Amagi (天城山?)
- Monte Amakazari (雨飾山?)
- Monte Daibosatsu (大菩薩岳?)
- Monte Ena (恵那山?)
- Monte Fuji (富士山?)
- Monte Goryū (五竜岳?)
- Monte Haku (白山?)
- Monte Hijiri (聖岳?)
- Monte Hiuchi (火打山?)
- Monte Hōō (鳳凰山?)
- Monte Hotaka (穂高岳?)
- Monte Jōnen (常念岳?)
- Monte Kaikoma (甲斐駒ヶ岳?)
- Monte Kasa (笠ヶ岳?)
- Monte Kashima Yarigatake (鹿島槍ヶ岳?)
- Monte Kinpu (金峰山?)
- Monte Kirigamine (霧ヶ峰?)
- Monte Kisokoma (木曾駒ヶ岳?)
- Monte Kita (北岳?)
- Monte Kobushi (甲武信ヶ岳?)
- Monte Suishō (水晶岳?)
- Monte Kurobegorō (黒部五郎岳?)
- Monte Makihata (巻機山?)
- Monte Mizugaki (瑞牆山?)
- Monte Myōkō (妙高山?)
- Monte Naeba (苗場山?)
- Monte Norikura (乗鞍岳?)
- Monte Ontake (御嶽山?)
- Monte Senjō (仙丈ヶ岳?)
- Monte Shiomi (塩見岳?)
- Monte Shirouma (白馬岳?)
- Monte Takatsuma (高妻山?)
- Monte Tate (立山?)
- Monte Tateshina (蓼科山?)
- Monte Tekari (光岳?)
- Monte Tsurugi (剣岳?)
- Monte Uonuma-Komagatake (魚沼駒ヶ岳?)
- Monte Utsugi (空木岳?)
- Monte Warusawa (悪沢岳?)
- Monte Washiba (鷲羽岳?)
- Monte Yake (焼岳?)
- Monte Yakushi (薬師岳?)
- Monte Yari (槍ヶ岳?)
- Yatsugatake (八ヶ岳?)
- Utsukushigahara (美ヶ原?)

### Oeste de Japón

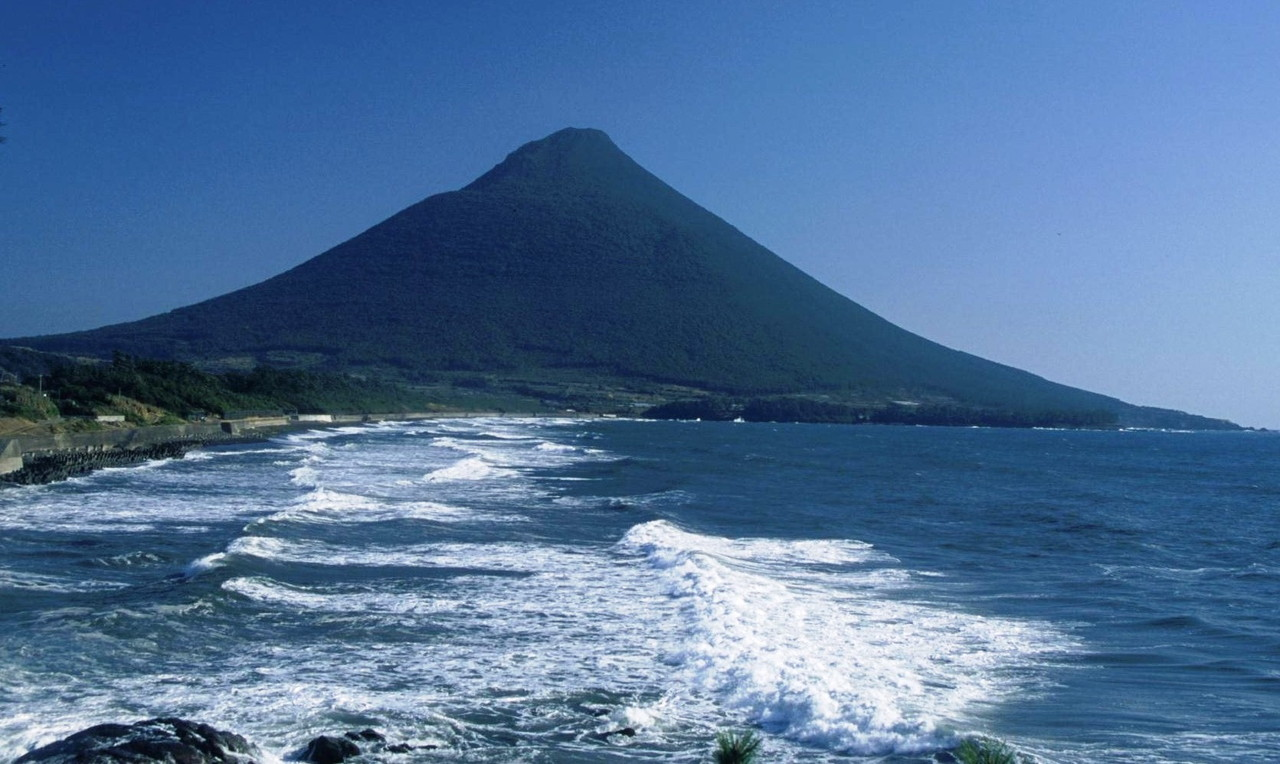
El monte Kaimon

- Monte Arashima (荒島岳?)
- Monte Aso (阿蘇山?)
- Daisen (大山?)
- Monte Ibuki (伊吹山?)
- Monte Ishizuchi (石鎚山?)
- Monte Kaimon (開聞岳?)
- Montes Kirishima (霧島山?)
- Montes Kujū (九重山?) ou Kokonoe
- Monte Miya-no-ura (宮之浦岳?)
- Monte Ōdaigahara (大台ヶ原山?)
- Monte Ōmine (大峰山?)
- Monte Sobo (祖母山?)
- Monte Tsurugi (剣山?)